# Осташевський Йосиф
о. Йосиф Осташевський (14 серпня 1890, Лешнів — 2 жовтня 1948, Харків) — священник УГКЦ, релігійний і громадський діяч, декан Винниківський (1935—1946).

## Життєпис
Народився 1890 року в родині бідного ремісника в містечку Лешнів біля Бродів на Львівщині. Родина була велика і малозабезпечена, злидні та голод постійно супроводжували дитинство, та розум і здібності Йосифа привернули до себе увагу місцевого пароха, який порадив батькові відправити Йосифа до гімназії, зобов'язавшись оплачувати його навчання. Так хлопець потрапив до бродівської гімназії, яку в 1910 році успішно закінчив і поступив на теологію до Львівського університету.
У 1916 році одружився з Теофілею Лиско і був висвячений на священника. Після висвячення о. Йосиф Осташевський працював сотрудником старенького о. Харламповича у с.Завидовичі Городоцького району.
У 1923 році о. Йосиф Осташевський був назначений парохом с. Курники Яворівського повіту. Самовіддано працював задля піднесення духовного, освітнього і матеріального рівня жителів цього великого села, в якому на той час, крім одного вчителя-поляка, не було інтелігенції. Чимраз більше людей почало ходити до церкви, поволі виросла читальня, почав діяти Кооператив. Згодом організував своїх парафіян на будівництво великої гарної церкви.
З 1927 року о. Осташевський — парох с. Підберізці біля Львова і декан Винниківський (з 1935). Одночасно викладав в Богословській Академії і багато часу приділяв теологічним працям, писав і видав проповіді і реферати, часто проповідував у соборі св. Юра, на різних відпустах, на з'їзді УМХ, а також на акціях «Просвіти».
Після приходу радянської влади розпочалася кампанія ліквідації УГКЦ. Отець Йосиф Осташевський категорично відмовився приєднатися до Російської православної церкви. Вночі 18 березня 1946 року отець-декан Йосиф Осташевський був заарештований і понад рік його утримували в тюрмі на Лонцького у Львові. 29 березня 1947 року рішенням ОСО його засуджено на вісім років позбавлення волі і виправно-трудових робіт.
2 жовтня 1948 року о. Йосиф Осташевський помер у Харківській тюрмі.

### Вшанування пам'яті
У 2008 році в Народному домі с. Підберізці відбулася урочиста літературно-музична академія присвячена 60-тій річниці з дня смерті о. Осташевського.

### Беатифікаційний процес
Від 2001 року триває беатифікаційний процес прилучення о. Йосифа Осташевського до лику блаженних.